# 遠山直道
遠山 直道（とおやま なおみち、1925年12月3日 - 1973年3月5日）は、東京府出身の実業家、サッカー選手。ダヴィッド社社長、日興證券（現：SMBC日興証券）副社長、日本出版クラブ評議員を歴任した。

## 人物・経歴
日興證券創業者の遠山元一の三男。旧制府立高校時代よりサッカー選手としてプレーし、1944年に東京帝国大学経済学部に入学した。なお、入学当初は太平洋戦争中でサッカーを禁止されていた時期であり、ア式蹴球部（サッカー部）の活動は出来ない有様であったが、戦後ア式蹴球部を復活させて主将も務めた。なお、遠山は兵役は免れたとされる。1946年5月に開催された復興第1回全日本サッカー選手権大会で東大LBの一員として優勝した。
1948年に大学を卒業し、同年ダヴィッド社を創立し、社長に就任。1954年11月、日興證券に入社して取締役秘書役。同年、新東宝映画『美しい人』（三好十郎原作）を製作。1955年12月、日興證券債権部付となった。その後、常務および専務を経て、1966年に日興証券の副社長に就任。将来は日興証券の社長に就くと目されていた。また、1965年度に日本青年会議所の会頭（任期1年）を務めた。
1973年3月5日、マヨルカ島からロンドンに向かうためにイベリア航空504便（DC-9-30、機体記号EC-BII）に搭乗中にフランスのナント上空で衝突事故（1973年ナント空中衝突事故）に遭遇して死亡した。
1974年、ダヴィッド社から追悼本『遠山直道』（遠山直道追想録刊行会編）が刊行された。

## 家族
妻の美代子は中央信託銀行会長や日本銀行第24代大阪支店長を務めた白根清香の三女、音楽評論家の遠山一行が長兄、指揮者の遠山信二が次兄に当たる。また、3人の子がおり、長男は慶應義塾大学准教授の遠山元道、次男は実業家の遠山正道である。